# Pitcairnia aphelandriflora
Pitcairnia aphelandriflora är en gräsväxtart som beskrevs av Lem.. Pitcairnia aphelandriflora ingår i släktet Pitcairnia och familjen Bromeliaceae. Inga underarter finns listade i Catalogue of Life.